# Jean-Joseph Geoffroy d'Antrechaux
Jean-Joseph Geoffroy d'Antrechaux est un homme politique français né le 3 juillet 1765 à Toulon (Var) et décédé le 28 octobre 1830 à Sainte-Anastasie-sur-Issole (Var).

## Biographie
Jean-Joseph Geoffroy d'Antrechaux est le petit-fils de Jean de Geoffroy d'Antrechaus.
Émigré sous la Révolution, il participe à l'expédition de Quiberon en 1795. Il se rallie à l'Empire, devient capitaine de vaisseau et maire de Saint-Tropez (1808-1810), et est fait baron d'Empire en 1811. Il est député du Var de 1820 à 1821, siégeant dans la majorité soutenant les gouvernements de la Restauration.